# Emilio Gagliardo
Emilio Gagliardo (* 5. November 1930 in Genua; † 15. August 2008 ebenda) war ein italienischer Mathematiker, der sich mit Analysis befasste.

## Leben
Gagliardo erwarb 1953 seine Laurea an der Universität Genua bei Eugenio Togliatti mit einer Arbeit in algebraischer Geometrie (Sull'immagine affine delle curve algebriche piane). Danach war er Assistent in Genua, wo er sich bei Guido Stampacchia Differentialgleichungen zuwandte. 1959 habilitierte er sich und war zu Auslandsaufenthalten bei Nachman Aronszajn an der Universität Kansas und bei Jacques-Louis Lions in Nancy. Nachdem er einen Wettbewerb gewonnen hatte, wurde er 1961 Professor für Analysis in Genua, lehrte 1968 bis 1975 an der University of Oregon und ab 1975 an der Universität Pavia, an der er 1999 emeritiert wurde.
Er befasste sich insbesondere mit parabolischen partiellen Differentialgleichungen, Interpolation in Banachräumen und mit Sobolevräumen. Er befasste sich auch mit mathematischer Musiktheorie und Künstlicher Intelligenz.
1964 erhielt er den Premio Caccioppoli.

## Schriften
- Ulteriori proprietà di alcune classi di funzioni in più variabili, Ricerche Mat., 8, 1959, 24–52
- Caratterizzazioni delle tracce sulla frontiera relative ad alcune classi di funzioni in n variabili, Rend. Sem. Mat. Univ. Padova, 27, 1957, 284–305
- mit Nachman Aronszajn: Interpolation spaces and interpolation methods, Ann. Mat. Pura Appl., 68, 1965, 51–117